# 寒山水库
寒山水库是中国广西壮族自治区玉林市玉州区城北街道境内的一座水库，位于南流江支流大良江上，建于1975年。水库正常库容为1118万立方米，集雨面积为10平方千米，海拔为107.75米。